# 右衛門
右衛門（うえもん）は、日本語の男性名。いわゆる百官名のひとつで、右衛門府の四等官を除いたもの。明治時代以前に日本人男性の通称名として広く用いられた。

## 歴史
起源は律令時代に兵役に就いた者が兵役終了後、その証として配属先の右衛門府の名を名乗ったことであるとされる。時代が下がると武士階級、平民階級問わず広く用いられるようになり、頭に親族・兄弟関係を表す文字などを付けた「弥右衛門」「彦右衛門」「四郎右衛門」などとして多用された。廣枝音右衛門、富阪弥右衛門など明治時代以降にも実名として名乗った例がある。頭に文字を付けた場合「右衛門」の部分は「 - うえもん」ではなく「 - えもん」と読む場合が多い。